# Radio BUH
Radio BUH war ein gemeinnütziger Radiosender aus Oberbayern mit Sitz in Grassau (Chiemgau). Das Unternehmen firmierte unter der offiziellen Bezeichnung Radio BUH gGmbH.
Geschäftsführer war der Musiker Stefan Dettl (LaBrassBanda), das Programm leitete seine Schwester, die Hörfunkredakteurin Evi Dettl.

## Geschichte & Programm
Radio BUH wurde im Februar 2015 zunächst als GbR gegründet. Gründungsmitglieder waren neben Stefan und Evi Dettl mehrere Musiker der Band LaBrassBanda. 2016 wurde die GbR aufgelöst und aus Radio BUH wurde eine gemeinnützige GmbH mit Stefan Dettl als Geschäftsführer. Radio BUH ist durch die Förderung der heimischen Kunst und Kultur gemeinnützig und finanziert sich ausschließlich durch Spenden, Förderungen und Sponsorings. Das Programm von Radio BUH zeichnet sich durch musikalische Vielfalt und ehrenamtliche Hobby-Moderatoren aus. Der Fokus der Sendungsmacher lag auf der Unterstützung der bayerischen Musikszene sowie auf medienpädagogischen Radioprojekten mit Kindern und Jugendlichen. So gab es eine enge Zusammenarbeit mit der Stadt Traunreut. 
Der Sender stellte am 1. Juli 2024 um 00:00 Uhr den Sendebetrieb auf DAB+ als auch im Netz ein. Die letzte Sendestunde des Senders wurde live von Gründerin Evi Dettl moderiert. Als Gründe für die Einstellung wurden vorrangig finanzielle, als auch persönliche Gründe, wie Überlastung genannt. Das Studio befand sich im Chiemgauer Ort Grassau.

## Empfang
Der Sender startete am 15. Februar 2015 als reines Webradio. Ab Oktober 2019 war das Programm auch über den DAB+-Kanal 7A Oberbayern Süd empfangbar. Das digitale Sendegebiet umfasste die Landkreise Traunstein, Berchtesgadener Land, Rosenheim, Miesbach, Bad Tölz-Wolfratshausen, München, Garmisch-Partenkirchen, Weilheim-Schongau, Landsberg am Lech, Ostallgäu, Mühldorf und Altötting. Der weiteste Hörerkreis im Digitalradio lag laut Funkanalyse 2021 bei 16.000, die Tagesreichweite bei 7.000 Menschen.

## Auszeichnungen
2021 wurde Radio BUH mit dem Bayerischen Popkulturpreis in der Kategorie „Nachhaltigkeit“ ausgezeichnet. Darin soll beispielgebendes, in der Regel jahrelanges Engagement für die bayerische Rock- und Popszene von Einzelpersonen oder Institutionen gewürdigt werden. Der Preis wird vom Verband für Popkultur in Bayern vergeben und vom Bayerischen Staatsministerium für Wissenschaft und Kunst unterstützt.